# Оксенгаузен
Оксенгаузен (нім. Ochsenhausen) — місто в Німеччині, знаходиться в землі Баден-Вюртемберг. Підпорядковується адміністративному округу Тюбінген. Входить до складу району Біберах.
Площа — 59,96 км2. Населення становить 8935 ос. (станом на 31 грудня 2020).